# جيروم هولدر
جيروم هولدر (بالإنجليزية: Jerome Holder)‏ هو ممثل بريطاني، ولد في 1992 في Walthamstow ‏ في المملكة المتحدة.

## وصلات خارجية
- جيروم هولدر على موقع IMDb (الإنجليزية)
- جيروم هولدر على موقع قاعدة بيانات الفيلم (الإنجليزية)